# Município de Jennings (condado de Putnam, Ohio)
O município de Jennings (em inglês: Jennings Township) é um município localizado no condado de Putnam no estado estadounidense de Ohio. No ano de 2010 tinha uma população de 1.978 habitantes e uma densidade populacional de 26,93 pessoas por km².

## Geografia
O município de Jennings encontra-se localizado nas coordenadas 40° 53′ 33″ N, 84° 16′ 22″ O. Segundo o Departamento do Censo dos Estados Unidos, o município tem uma superfície total de 73.45 km², da qual 72,92 km² correspondem a terra firme e (0,73 %) 0,53 km² é água.

## Demografia
Segundo o censo de 2010, tinha 1.978 habitantes residindo no município de Jennings. A densidade populacional era de 26,93 hab./km². Dos 1.978 habitantes, o município de Jennings estava composto pelo 99,49 % brancos, o 0,05 % eram afroamericanos, o 0,3 % eram asiáticos e o 0,15 % eram de uma mistura de raças. Do total da população o 0,4 % eram hispanos ou latinos de qualquer raça.